# Mesochorus torosus
Mesochorus torosus är en stekelart som beskrevs av Dasch 1974. Mesochorus torosus ingår i släktet Mesochorus och familjen brokparasitsteklar. Inga underarter finns listade i Catalogue of Life.